# Shōhei Ōka
Shōhei Ōoka (大冈升平 Ōoka Shōhei?,  6 de marzo de 1909 - 25 de diciembre de 1988) fue un novelista japonés, crítico literario y traductor de literatura francesa, que desarrolló su actividad durante la Era Shōwa (1926-1989). 
Oka formó parte de una generación de escritores japoneses educados en la literatura universal, como Kenzaburō Ōe y Kobo Abe, que asumieron la responsabilidad de abrir Japón al mundo. Fue admirador de la cultura francesa y tradujo a Stendhal.
En las obras de Oka, como en las de otros escritores de posguerra, ocupan un lugar destacado sus experiencias de la Segunda Guerra Mundial, tanto en su propio país como en el extranjero. En el caso de Oka, lo marcó una experiencia de varios meses como soldado en Filipinas. Una de sus obras más destacadas, Hogueras en la llanura (1951, japonés: 野火 Nobi), novela con tintes autobiográficos ganadora del premio Yomiuri, narra las desventuras del soldado Tamura tras la derrota de Japón en la batalla librada en la isla filipina de Mindoro contra Estados Unidos, y el canibalismo de los antiguos camaradas en armas.
A lo largo de su vida publicó cuentos y ensayos en casi todas las revistas literarias de Japón.